# Daiki Hashimoto
Daiki Hashimoto (橋本 大輝 (Hashimoto Daiki?); Chiba, 7 agosto 2001) è un ginnasta giapponese, specializzato nella sbarra e nel corpo libero. Ai Giochi olimpici di Tokyo 2020 vinse l'oro nel concorso individuale e nella sbarra e l'argento nel concorso a squadre. Si laureò campione iridato nel concorso individuale ai mondiali di Liverpool 2022.

## Biografia
Si formò alla Funabashi Municipal High School. Gareggia per l'Università Juntendō, allenato da Hiroyuki Tomita.
Venne convocato per la prima volta nella nazionale maggiore nel 2019 e da allora partecipò costantemente alla competizioni internazionali, sotto la guida di Hisashi Mizutori.
Vinse la sua prima medaglia iridata ai mondiali di Stoccarda 2019, dove salì sul gradino più basso del podio nel concorso a squadre, assieme a Yuya Kamoto, Kazuma Kaya, Kakeru Tanigawa e Wataru Tanigawa. Nel cavallo con maniglie si classificò 9º e nella sbarra 4º.
Rappresentò il Giappone ai Giochi olimpici estivi di Tokyo 2020 in cui si laureò campione olimpico nel concorso individuale e nella sbarra. Ottenne anche l'argento nel concorso a squadre, con Kazuma Kaya, Takeru Kitazono e Wataru Tanigawa.
Ai mondiali di Kitakyūshū 2021 guadagnò l'argento nel concorso individuale e nella sbarra.
Vinse il titolo iridato ai mondiali di Liverpool 2022 nel concorso individuale. Ottenne anche l'argento nel corpo libero e nel concorso a squadre.
Fece la sua seconda apparizione olimpica a Parigi 2024, dove conquistò l'oro nel concorso a squadre, assieme ai compagni Tanigawa Wataru, Oka Shinnosuke, Kaya Kazuma, e Sugino Takaaki, davanti a Cina e Stati Uniti.

## Palmarès
- Giochi olimpici

Tokyo 2020: oro nel concorso individuale; oro nella sbarra; argento nel concorso a squadre;
Parigi 2024: oro nel concorso a squadre;
- Mondiali

Stoccarda 2019: bronzo nel concorso a squadre;
Kitakyūshū 2021: argento nel concorso individuale; argento nella sbarra;
Liverpool 2022: oro nel concorso individuale; argento nel corpo libero; argento nel concorso a squadre;
Anversa 2023: oro nel concorso a squadre, oro nel concorso individuale;